# 斯馬爾迪瓦薩鄉
43°51′N 25°26′E / 43.850°N 25.433°E
斯馬爾迪瓦薩鄉（羅馬尼亞語：Comuna Smârdioasa, Teleorman），是羅馬尼亞的鄉份，位於該國南部，由特列奧爾曼縣負責管轄，處於布加勒斯特西南面80公里，每年平均降雨量955毫米，海拔高度29米，2007年人口2,543。